# トルコ時間
トルコでは現在、通年でUTC+3が使用されている。この時間はトルコ時間(TRT)とも呼ばれ、アラブ標準時、極東ヨーロッパ時間、モスクワ時間と同じ時間帯である。トルコ時間はトルコ政府によって2016年8月8日から適用された。
|  | UTC+2       | 東ヨーロッパ時間                                                          |
|  | UTC+2 UTC+3 | 東ヨーロッパ時間 / イスラエル標準時 東ヨーロッパ夏時間 / イスラエル夏時間 |
|  | UTC+3       | アラビア標準時 極東ヨーロッパ時間                                         |
|  | UTC+3:30    | イラン標準時                                                              |
|  | UTC+4       | 湾岸標準時                                                                |

## 歴史
2016年まで、トルコは標準時に東ヨーロッパ時間（EET、UTC+2）を用い、夏時間には東ヨーロッパ夏時間（EEST、UTC+3）を採用してきた。標準時と夏時間の移行日はおおむねEUの基準に従っていたが、年度によっては異なる場合があった。2016年、通年でUTC+3の時間帯に留まる決定が下された。
2016年9月8日、北キプロス・トルコ共和国の国会もトルコに従う事を決定し、キプロス島は冬期の間は2つの時間帯が並立することになったが、2017年10月29日に東ヨーロッパ時間を採用し、キプロス島内の標準時は統一された。

## IANA time zone database
IANA time zone databaseのzone.tabには、トルコの標準時が2つ含まれている。
| 国コード | 座標        | TZ              | 注釈 | 協定世界時との差 | 夏時間 | 備考                      |
| -------- | ----------- | --------------- | ---- | ---------------- | ------ | ------------------------- |
| TR       | +4101+02858 | Europe/Istanbul |      | +03:00           | +03:00 |                           |
| TR       | +4101+02858 | Asia/Istanbul   |      | +03:00           | +03:00 | Europe/Istanbulへのリンク |